# Нада Денић
Нада Денић (Кољане, 1954) је српска вајарка.

## Биографија
Рођена је 1954. године у Кољани. Дипломирала је вајарство на Факултету ликовних уметности Универзитета уметности у Београду 1979. Завршила је и постдипломске студије 1981. Члан је Удружења ликовних уметника Србије од 1980. године. Излагала је на више од двеста колективних и петнаест самосталних изложби у земљи и иностранству. Неке од групних изложба на којима је учествовала су у Лесковцу, Ивањици и Београду од 1976. године. Добитница је награде колоније Младих у Ивањици 1979, откупне награда на југословенском конкурсу за идејно решење споменика Пери Добриновићу и Јовану Стерији Поповићу у Новом Саду 1980, прве награде за скулптуру „Ослобађање” на изложби „Простор” 1981, откупне награде Републичке заједнице за културу на Пролећној изложби УЛУС-а 1983, прве награда за скулптуру на изложби „Цртеж и мала пластика” 1987, откупне награде на изложби Цетињског салона 1987, прве награде на изложби Земунског салона 1988, награде на Међународној изложби у Ријеци 1997. и 2003, награде на Октобарском салону у Вршцу 1998. и награде на Трећем југословенском тријеналу керамике у Суботици 1999. године.